# سامان (خواننده)
امیر ارژنگ کاظمی با نام هنری سامان (زادهٔ ۱۳۴۶ در تبریز)، خواننده و آهنگساز موسیقی پاپ ایرانی است.

## بعد از انقلاب و دوران نوجوانی
سامان با نام اصلی امیر ارژنگ کاظمی در ۱۳۴۶ در تبریز به دنیا آمد. سامان ۳ سال بعد از انقلاب اسلامی ایران به همراه خانواده به ترکیه مهاجرت کرد و بعد رهسپار آمریکا شد. وی در ترکیه شروع به خواندن با زبان ترکی کرد.
نخستین آلبوم او پری در سال ۱۳۶۹ منتشر شد که به دلایلی انتشار آن از سوی شرکت ترانه متوقف شد و پس از آن دومین آلبوم خود را با نام الهه عشق در سال ۱۳۷۳ روانه بازار کرد که مورد استقبال مردم قرار گرفت. عمده شهرت او، ترانه «شمعدونی» است که با شعر مریم حیدرزاده و ملودی منوچهر چشم آذر در سال ۱۳۷۹ منتشر شد. سامان برای سال‌ها در کاباره‌های ایرانی دوبی می‌خواند و از آن پس مقیم دوبی شد.
با از رونق افتادن بازار موسیقی ایرانی و گردشگری در دوبی، چندین بار به ایران سفر کرد. در یکی از همین سفرها در سال ۱۳۸۶ به همکاری با خوانندگان از جمله یاس هم پرداخت و ترانه مشترکی به نام بازم کمه با او منتشر کرد. سامان در مصاحبه‌ای مربوط به سال ۱۳۹۷ دربارهٔ علت حضورش در ایران گفته: «من از مسئولان نظام جمهوری اسلامی تشکر میکنم که اجازه دادند در کشورم زندگی کنم من یک ایرانی وطن‌پرست هستم و دوست دارم در وطن خودم به فعالیت بپردازم. نه اهل کار سیاسی هستم نه مسائل دیگر. حدود دو سال است در ایران زندگی می‌کنم و آلبوم جدیدم را نیز که شامل ۱۶ تراک می‌باشد در ایران ضبط کرده‌ام و امیدوارم این آلبوم مورد تأیید وزارت ارشاد اسلامی قرار بگیرد». بهار ۱۳۹۷ حضور او در مراسم خاکسپاری ناصر ملک مطیعی خبرساز شده بود.

## مهاجرت به آمریکا
سامان در ترکیه گروه موسیقی را برای خود تشکیل داد، بعد از آن به آمریکا مهاجرت و کار خوانندگی حرفه‌ای را آغاز کرد. وی در سال ۲۰۰۰ به شیخ‌نشین دبی مهاجرت میکند و سالها در کاباره‌های ایرانی این شهر مشغول به خوانندگی میشود که کاباره تهران و کاباره مولن‌روژ از بارزترین آنهاست.

## بازگشت به ایران
وی در سال ۱۳۹۱ به امید فعالیت در ایران به وطن بازگشت و در همین زمان در جزیره قشم کنسرتی نیز برگزار کرد. وی در مدتی که در ایران حضور داشت در مراسم‌های عروسی که در باغ‌های اطراف تهران برگزار میشد حضور بعمل میرساند و در برخی سفره‌خانه‌های سنتی نیز در قبال دریافت پول به اجرا می‌پرداخت. او امیدوار بود که بسان فریدون آسرایی، بتواند مجوز فعالیت بگیرد ولی بعد از یک دهه بلاتکلیفی و ناتوانی از دریافت مجوز، مجبور به ترک ایران شد.

## بازداشت
وی در بهمن ۱۳۹۸ درحال اجرا در سفره‌خانه‌ای در شمال تهران در منطقه جردن بازداشت شد.

## خروج از ایران
وی بعد از یک دهه بلاتکلیفی پس از آنکه موفق به دریافت مجوز نشد در سال 1400 و پس از آنکه در اینستاگرام ویدئویی بر ضد شرایط موسیقی در ایران منتشر کرد از ایران خارج شد و فعالیت خود را دوباره در خارج از ایران در استانبول و دبی از سر گرفت.

## آلبوم‌ها
- پری ۱۳۶۹
- الهه عشق ۱۳۷۳
- رهایی ۱۳۷۶
- اگر تو ۱۳۷۸
- کوچه خاطره ۱۳۷۹
- سازش ۱۳۸۱
- فراموشم نکن ۱۳۸۲
- قسم ۱۳۸۴
- پشیمون ۱۳۸۷
- بازم کمه ۱۳۸۸

## ترانه‌شناسی

### الهه عشق ۱۳۷۳
| نام ترانه        | ترانه‌سرا        | آهنگساز         | تنظیم        |
| ---------------- | --------------- | --------------- | ------------ |
| پری              | رضوی            | صالح            | جمشید شیبانی |
| الهه عشق         | حسین واثقی      | حسین واثقی      | فرهاد بشارتی |
| باز میگم عاشقتم  | امیر            | جمشید شیبانی    | جمشید شیبانی |
| دنیای با تو بودن | کیومرث سلیم پور | کیومرث سلیم پور | فرهاد بشارتی |
| ترکم نکن         | بیژن سمندر      | آندرانیک        | آندرانیک     |
| مرد سرگردون      | صالح            | صالح            | فرهاد بشارتی |

### رهایی ۱۳۷۶
| نام ترانه | ترانه‌سرا          | آهنگساز                          | تنظیم     |
| --------- | ----------------- | -------------------------------- | --------- |
| اخم نکن   | الهام شیرازی      | کوروش شکوفنده                    | برایان وی |
| رهایی     | الهام شیرازی      | کوروش شکوفنده، سامان             | برایان وی |
| مستم      | قدیمی             | سامان                            | برایان وی |
| ایران     | الهام شیرازی      | سامان، کوروش شکوفنده، فرهاد مرفه | برایان وی |
| دنیا      | همایون هوشیارنژاد | کیومرث سلیم‌ پور                  | برایان وی |
| سرنوشت    | قدیمی             | سامان                            | برایان وی |

### اگر تو ۱۳۷۸
| نام ترانه    | ترانه‌سرا     | آهنگساز       | تنظیم  |
| ------------ | ------------ | ------------- | ------ |
| گل محمدی     | الهام شیرازی | کوروش شکوفنده | Pierre |
| مادر         | سینا         | سامان         | Pierre |
| پری          | فریده شیوانی | سامان         | Pierre |
| حدیث         | Pierre       | Pierre        | Pierre |
| اگر تو       | Pierre       | Pierre        | Pierre |
| مردم آزار    | هوشنگ رضوی   | سامان         | Pierre |
| پرندگان عاشق | یحیی مسجدی   | سامان         | Pierre |
| ترکی         | Mulik        | سامان         | Pierre |

### کوچه خاطره ۱۳۷۹
| نام ترانه  | ترانه‌سرا          | آهنگساز       | تنظیم         |
| ---------- | ----------------- | ------------- | ------------- |
| بهار       | همایون هوشیارنژاد | مهرداد آسمانی | شوبرت آواکیان |
| دیگه رفته  | فیروز چاول        | سامان         | برایان وی     |
| شمعدونی    | مریم حیدرزاده     | سامان         | منوچهر چشم‌آذر |
| نامه       | مریم حیدرزاده     | سامان         | فرد میرزا     |
| روراستی    | همایون هوشیارنژاد | مهرداد آسمانی | منوچهر چشم‌آذر |
| کوچه خاطره | همایون هوشیارنژاد | مهرداد آسمانی | برایان وی     |
| پدر        | فیروز چاول        | سامان         | فرد میرزا     |
| من و تو    | سعید پوررضا       | سامان         | پیرواکوین     |

### سازش ۱۳۸۱
| نام ترانه    | ترانه‌سرا                    | آهنگساز | تنظیم          |
| ------------ | --------------------------- | ------- | -------------- |
| دل           | آهو                         | سامان   | اروین خاچیکیان |
| قناری        | مریم حیدرزاده               | سامان   | سامان          |
| ناودون       | فریدون غلامی                | سامان   | یاسر حبیب      |
| فکر نکنی     | فیروز چاول                  | سامان   | سروش           |
| برمیگردم     | فریبا مهرانفر               | سامان   | یاسر حبیب      |
| شهرهای ایران | فریبا مهرانفر، فریدون غلامی | سامان   | سامان          |
| فرودگاه      | فریبا مهرانفر               | سامان   | اروین خاچیکیان |

### فراموشم نکن ۱۳۸۲
| نام ترانه   | ترانه‌سرا                    | آهنگساز | تنظیم        |
| ----------- | --------------------------- | ------- | ------------ |
| آیینه       | مصطفی خاکپور، مریم حیدرزاده | سامان   | پوریا نیاکان |
| فراموشم نکن | مرجان راد                   | سامان   | پوریا نیاکان |
| خواب        | مرجان راد                   | سامان   | پوریا نیاکان |
| آسمون آبی   | فریدون غلامی                | سامان   | پوریا نیاکان |
| مهریه       | مرجان راد                   | سامان   | پوریا نیاکان |
| دلم میخواد  | مرجان راد                   | سامان   | پوریا نیاکان |
| Allah Neim  | پروانه                      | سامان   | پوریا نیاکان |

### قسم ۱۳۸۴
| نام ترانه      | ترانه‌سرا   | آهنگساز | تنظیم        |
| -------------- | ---------- | ------- | ------------ |
| بهونه          | اسی پروانه | سامان   | پوریا نیاکان |
| دیدی گفتم      | مرجان راد  | سامان   | پوریا نیاکان |
| قسم            | مرجان راد  | سامان   | سامان        |
| هوس            | ترانه راد  | سامان   | پوریا نیاکان |
| دل من ساده نشو | مرجان راد  | سامان   | ک. اوکی نژاد |
| غریب           | مرجان راد  | سامان   | سامان        |
| قفس            |            | سامان   | ک. اوکی نژاد |
| مکه            | فیروز چاول | سامان   | ماجد حبیب    |
| هوس            | ترانه راد  | سامان   | سامان        |

### پشیمون ۱۳۸۷
| نام ترانه            | ترانه‌سرا | آهنگساز | تنظیم |
| -------------------- | -------- | ------- | ----- |
| عشقه عشقه            |          |         |       |
| بازار دل             |          |         |       |
| میخوام که تنها بمیرم |          |         |       |
| بازم کمه             |          |         |       |
| نمی تونم             |          |         |       |
| بهای عشق             |          |         |       |
| بمیرم واست           |          |         |       |

### تک‌آهنگ‌ها
- عروس
- عزیز جونم
- دعوت (با فرهاد رحیمی)
- دل میگه دلبر میاد (با فرهاد رحیمی)
- یجیلک الیوم (با جواد العلی)
- تو بهترین عشقی (با حسنا)